# Abd al-Rahman ibn Habib al-Fihri (al-Saqaliba)
Pour les articles homonymes, voir Abd al-Rahman al-Fihri.
 (août 2016).
Si vous disposez d'ouvrages ou d'articles de référence ou si vous connaissez des sites web de qualité traitant du thème abordé ici, merci de compléter l'article en donnant les références utiles à sa vérifiabilité et en les liant à la section « Notes et références ».
Abd al-Rahman ibn Habib al-Fihri dit 'al-Saqaliba' était un aristocrate arabe qurayshite de la famille des Fihrids ou Oqbids. Allié au rebelle berbère Abu Ha'tem, il mène la révolte ibère en 778-779.
Il est le petit-fils de son homonyme Abd al-Rahman ibn Habib al-Fihri, Émir d'Ifriqiya de 747 à 755 qui gouverna cette région indépendamment des califats omeyyades puis abbassides. Ce dernier est assassiné en 755 par ses frères Iliyas Ibn Habib et Abd el-Wârith ibn Habib al-Fihri, probablement avec la complicité de leur oncle Muhammad ibn Abi Obeida al-Fihri. 
Il est le fils d'Habib ibn Abd al-Rahman al-Fihri, qui échappe à l'assassinat, dépose et tue son oncle en 755, devenant ainsi brièvement le nouvel Émir d'Ifriqiya. Il est cependant tué en 757 par les berbères warfajuma et leurs alliés sufrites qui balayent le sud de la Tunisie et s'emparent de Kairouan.